# Albrecht Wilhelm Roth
Pour les articles homonymes, voir Roth.
Albrecht Wilhelm Roth est un médecin et un botaniste allemand, né le 6 janvier 1757 à Dötlingen et mort le 16 octobre 1834 à Vegesack.

## Biographie
Il est le onzième enfants du pasteur Gottfried Roth. Il fait ses études à l’université de Halle. Il obtient son titre de médecin en 1778 et s’installe à Vegesack. Il commence dès lors à plusieurs ses nombreuses observations de botanique et sa réputation s’élargit assez vite. Vegesack était vue comme le centre botanique le plus important de la Brème. Goethe (1749-1832) le recommande pour la chaire de botanique de l’université de Iéna. Il reçoit de nombreux spécimens botanique d’Inde de Benjamin Heyne (1769-1819).
En 1821, il nomme le genre Rohdea en hommage au botaniste Michael Rohde.

## Liste partielle des publications
- Verzeichniss derjenigen Pflanzen, welche nach der Anzahl und Beschaffenheit ihrer Geschlechtstheile nicht in den gehörigen Klassen und Ordnungen des linneischen Systems stehen (Richter, Altenbourg, 1781).
- Beyträge zur Botanik (G. L. Förster, Brême, deux volumes, 1782-1783).
- Botanische Abhandlungen und Beobachtungen (J. J. Winterschmidt, Nuremberg 1787).
- Tentamen florae germanicae (J. G. Müller, Leipzig, trois tomes en quatre volumes, 1788-1793).
- Catalecta botanica quibus plantae novae et minus cognitae describuntur atque illustrantur ab Alberto Guilielmo Roth (J. G. Müller, Leipzig, trois volumes, 1797-1806) — le troisième volume sur les algues est de la plume de Franz Carl Mertens (1764–1831) qu’il illustre également.
- Neue Beyträge zur Botanik (F. Wilman, Francfort-sur-le-Main, 1802).
- Novae plantarum species (H. Vogleri, Halberstadt, 1821).
- Enumeratio plantarum phaenogamarum in Germania sponte nascentium (J. F. Gleditsch, Leipzig, 1827).
- Manuale botanicum peregrinationibus botanicis accomodatum. Sive prodromus enumerationis plant. Phaenogam (Hahn, Leipzig, trois volumes, 1830).